# Zaraasuchus
Zaraasuchus ("cocodrilo erizo") es un género extinto de crocodiliforme gobiosúquido descrito en 2004 por los paleontólogos Diego Pol y Mark Norell. Fue hallado en los Lechos Rojos del Cañón Zos, en el desierto de Gobi de Mongolia, lo cual implica que data del Cretácico Superior. La especie tipo y única conocida es Z. shepardi, en honor del Dr. Richard Shepard.

## Material
El espécimen holotipo de Z. shepardi es IGM 100/1321, el cual consiste en la región posterior del cráneo y las mandíbulas con vértebras cervicales, elementos de las extremidades delanteras y osteodermos.

## Sistemática
Pol y Norell (2004) encontraron que Zaraasuchus shepardi es el taxón hermano de Gobiosuchus kielanae, unidos por 14 sinapomorfias, principalmente del cráneo, lo cual justifica que se unana en la familia Gobiosuchidae.